# 조시 쿡
조시 쿡(Josh Cooke, 1979년 11월 2일 ~ )은 미국의 배우이다.

## 출연 작품
- 완벽한 섹스의 발견 (2014)
- 파인딩 조이 (2013)
- 스매쉬 (2012)
- 덱스터 시즌6 (2011)
- 쿼런틴 2 : 죽음의 공항 (2011)
- 베터 위드 유 (2010)
- 알러뷰 맨 (2009)
- 오피셜 셀렉션 (2008)
- 총각 파티 2 (2008)
- 마이 쎄시 걸 (2008)
- 러버하트 (2007)
- 영 피플 퍼킹 (2007)